# Inna Trażukowa
Inna Wiaczesławowna Trażukowa (ros. Инна Вячеславовна Тражукова; ur. 11 września 1990) – rosyjska zapaśniczka walcząca w stylu wolnym. Olimpijka z Rio de Janeiro 2016, gdzie zajęła piąte miejsce w kategorii 63 kg.
Mistrzyni świata w 2019. Srebrna medalistka mistrzostw Europy w 2018 i 2020; brązowa w 2013 i 2016. Akademicka wicemistrzyni świata w 2010 i 2012. Druga w Pucharze Świata w 2014 i 2015 i dziewiąta w 2010 i 2011. Trzecia na ME juniorów w 2010. Mistrzyni Rosji w 2014, 2015, 2016 i 2018; srebro w 2013 i 2017, a brąz w 2011 roku.